# Chauvac-Laux-Montaux
Chauvac-Laux-Montaux è un comune francese di 47 abitanti situato nel dipartimento della Drôme della regione dell'Alvernia-Rodano-Alpi.

## Società

### Evoluzione demografica
Abitanti censiti